# 브루어리

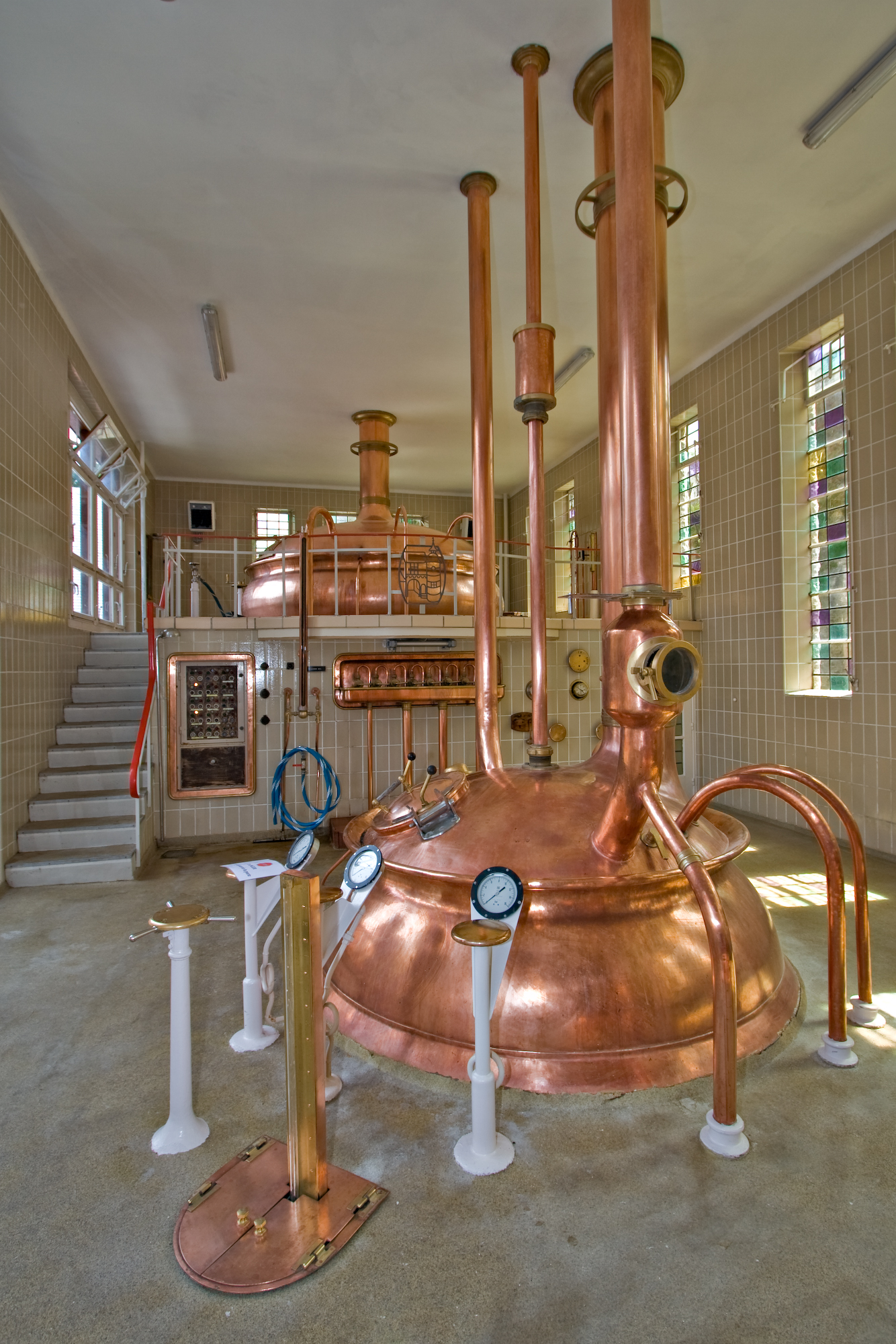
현대의 트라피스트 맥주의 케틀(kettle)

브루어리(brewery)는 맥주를 제조하고 판매하는 사업체이다.
상업적인 맥주 양조는 적어도 기원전 2500년부터 이루어졌다. 고대 메소포타미아에서 맥주 양조업자들은 닌카시라는 신으로부터 사회적 제재와 신성한 보호를 받았다. 양조업은 처음에는 가정에서 생산되는 선대제수공업이었다. 9세기에 수도원과 농장은 더 큰 규모로 맥주를 생산하여 많은 양을 판매했다. 11~12세기에는 규모가 더 커져서 8~10명의 노동자들이 양조에 참여했다.